# Keymer
Keymer är en ort i civil parish Hassocks, i distriktet Mid Sussex, i grevskapet West Sussex, i England. Keymer var en civil parish fram till 2000 när blev den en del av Hassocks. Civil parish hade 5 303 invånare år 1971. Byn nämndes i Domedagsboken (Domesday Book) år 1086, och kallades då Chemele/Chemere.